# Robres
Robres és un municipi aragonès situat a la província d'Osca i enquadrat a la comarca dels Monegres.